# Atlas (satélite)

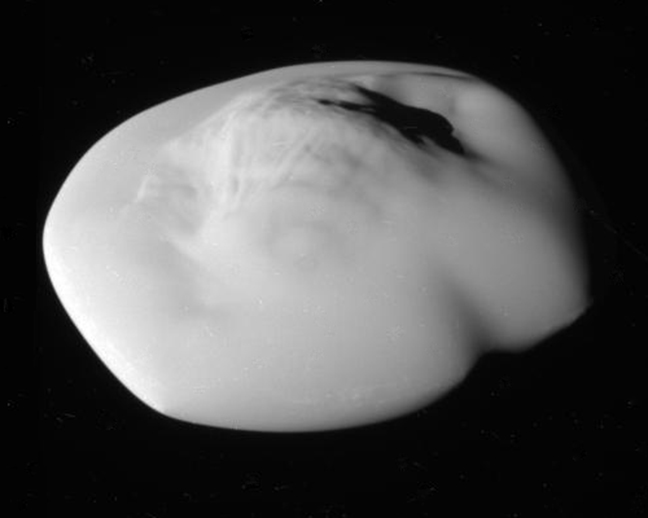
O satélite Atlas fotografado pela sonda Cassini em 12 de abril de 2017.

Atlas (do grego, Άτλας) é um satélite natural de Saturno. Ele orbita Saturno em volta do anel A. Possui um diâmetro de 30,6. Provavelmente é um satélite pastor do anel A de Saturno.  Foi descoberto por Richard Terrile em 1980 a partir de fotografias da Voyager, durante seu encontro com Saturno, e recebeu a designação provisória S/1980 S 28. As melhores imagens desse satélite foram obtidas pela sonda Cassini em 12 de abril de 2017.